# Marcel Boereboom
Marcel Boereboom (Stalhille, 16 november 1902 – Jette, 4 december 1985) was een Belgisch musicoloog en pionier van de muziekwetenschappen in Vlaanderen.

## Levensloop
Boereboom was een van de zes kinderen van Julien Boereboom (Brugge, 4 maart 1863 – 6 mei 1938) en van Marie-Rosalie Hoenraet (Brugge, 1864-1928). Zijn vader was ontvanger van belastingen.
Hij studeerde klassieke filologie aan de rijksuniversiteit in Gent, waar hij in 1925 promoveerde tot doctor in de Wijsbegeerte en Letteren. Van 1925 tot 1961 was hij leraar klassieke talen aan de Koninklijke Athenea van Ninove en Laken.
Muziek leerde hij vooral door zelfstudie en door privélessen bij de Brugse pianist G. Paelinck. Vanaf het begin van de jaren twintig trad hij op als pianist op activiteiten, onder andere van het Davidsfonds. In 1824 begeleidde hij de zangers tijdens de huldezitting die aan Guido Gezelle werd gewijd naar aanleiding van de vijfentwintigste verjaardag van zijn overlijden. Van 1929 tot 1932 trad hij op als pianist samen met Stephan De Jonghe (1902-1933) in talrijke recitals voor twee piano's. Intussen liep hij college in Brussel bij de musicoloog Charles Van den Borren, met wie hij bevriend werd. 
Van 1930 tot 1940 was hij muziekrecensent bij De Standaard. Hij was een van de vroegste vrije medewerkers van het NIR. In 1934-1936 werkte hij mee aan het tijdschrift Nieuw Vlaanderen. In 1938 werd hij belast met de cursus muziekgeschiedenis aan het Muziekconservatorium in Brugge en van 1948 tot 1968 vervulde hij dezelfde opdracht aan het Koninklijk Conservatorium in Gent.
Hij was medewerker en muziekadviseur aan de Algemene muziek encyclopedie en de Grote Winkler Prins en verzorgde ook de rubrieken over Belgische componisten in Die Musik in Geschichte und Gegenwart. Hij was ook muzikaal adviseur bij het Festival Musica Antiqua in Brugge. In 1956 werd hij in Antwerpen medestichter en voorzitter van het Arthur Meulemansfonds. Van 1970 tot 1979 was hij voorzitter van de jury van de Stephan De Jonge Stichting.
In 1955 werd hij tot lid verkozen van de Koninklijke Vlaamse Academie van België voor Wetenschappen en Kunsten.
Zijn Handboek van de Muziekgeschiedenis werd een aanzienlijk succes en werd talrijke keren in vermeerderde uitgaven herdrukt, laatst in 1985.
Boereboom was getrouwd met Isabelle De Cuyper (1904-1995), zus van historicus en priester Jan De Cuyper. Hij was de schoonbroer van rechter Joseph Axters, getrouwd met Lena De Cuyper, zus van Isabelle.

## Publicaties
- Handboek van de Muziekgeschiedenis, De Nederlandsche Boekhandel, Amsterdam – Antwerpen, 1947.
- Beschouwingen over muziekkritiek en muziekanalyse, Brussel, Koninklijke Academie, 1961.
- Symfonie nr 4 in e klein op 92 van Johannes Brahms, De Nederlandsche Boekhandel, 1962.
- Talrijke bijdragen in encyclopedieën, tijdschriften, concertprogramma's, kranten.
- Leiding over de brochurereeks Leren luisteren, waarvan verschillende delen door hem werden geschreven.